# Mellsjön (Offerdals socken, Jämtland, 706181-139493)
Mellsjön är en sjö i Krokoms kommun i Jämtland och ingår i Indalsälvens huvudavrinningsområde. Sjön har en area på 0,223 kvadratkilometer och ligger 365 meter över havet. Sjön avvattnas av vattendraget Ångsjöån.

## Delavrinningsområde
Mellsjön ingår i det delavrinningsområde (706151-139454) som SMHI kallar för Utloppet av Mellsjön. Medelhöjden är 393 meter över havet och ytan är 2,16 kvadratkilometer. Räknas de 3 avrinningsområdena uppströms in blir den ackumulerade arean 47,38 kvadratkilometer. Ångsjöån som avvattnar avrinningsområdet har biflödesordning 3, vilket innebär att vattnet flödar genom totalt 3 vattendrag innan det når havet efter 274 kilometer. Avrinningsområdet består mestadels av skog (76 procent). Avrinningsområdet har 0,23 kvadratkilometer vattenytor vilket ger det en sjöprocent på 10,4 procent.